# 向島 (大川市)
向島（むかいじま）は福岡県大川市にある地名。

## 地理

### 川
- 筑後川
- 花宗川

### 橋
- 筑後川
  - 筑後川昇開橋
  - 大川橋
- 花宗川
  - 花宗橋
  - 新花宗橋
  - 花宗大橋
  - 江の津橋

## 交通
- 道路
  - 国道208号線
  - 福岡県道47号久留米城島大川線
  - 福岡県道767号本町新田大川線

## 施設
- 福岡県立大川樟風高等学校
- 大川市立大川小学校
- 大川市立宮前小学校

### 公民館
- 上野公民館
- 若津上町公民館
- 2町内公民館
- 弥生町公民館
- 5町内公民館
- 6町内公民館